# Lucie Charvátová
Lucie Charvátová, född 1 februari 1993, är en tjeckisk skidskytt som debuterade i världscupen i januari 2013. Hennes första pallplats i världscupen kom i stafett den 5 mars 2017 i Pyeongchang i Sydkorea.